# يا عزيزي كلنا لصوص
يا عزيزي كلنا لصوص هي رواية للكاتب المصري إحسان عبد القدوس صدرت عام 1982، تحولت لفيلم بحمل نفس الاسم صدر عام 1989 من إخراج أحمد يحيى وبطولة محمود عبد العزيز، ليلى علوي وسعيد صالح.

## ملخص القصة
تدور حول شاب غني يعيش في مستوى إجتماعي عالي وكان والده يعمل وزيرًا ولكن لم يطل هذا الأمر طويلًا فقد تعرضت أسرته لأزمة مالية شديدة وتم الحجز على قصر والده الوزير ثم تتركه زوجته بسبب سوء الأوضاع المادية التي مروا بها في تلك الفترة ثم يضطرون للإنتقال للعيش في منزلهم الريفي القديم. يصف إحسان في الرواية كيف تبدل الوضع الإجتماعي للشاب وجعله هذا يبحث عن عمل لدى أحد المهندسين، ولكن المهندس يطرده من عمله وبعدها يفكر الشاب بطريقة للانتقام من هذا المهندس فيقرر التعاون مع مجموعة من اللصوص لسرقة أوراق مهمه تخص المهندس ليهدده ويبتزه بها. وبهذا يصف الكاتب كيف تحول ابن الوزير إلى سارق بسبب الأحوال الاقتصادية والعلاقات الاجتماعية التى مر بها.